# Mika (鼓手)
Mika（6月24日—）是日本的女性歌手、聲優，福冈县出身。隸屬於Ace Crew Entertainment。

## 人物
16岁接触架子鼓并在九州进行乐队活动。18岁到ESP音乐学院进修，毕业后留校任教，同时在BanG Dream!企划中担任技术指导，兼任动作捕捉演员。2020年正式参与该企划，出演「Morfonica」的鼓手二叶筑紫。
拥有日本推拿协会的资格认证，可以从身体构造方面对学生进行指导。

## 出演作品
- 主要角色以粗体显示。

### 電視動畫
2020年
- BanG Dream! 少女樂團派對☆PICO ～大份～（二葉筑紫）

2021年
- BanG Dream! 少女樂團派對☆PICO Fever!（二葉筑紫）

2022年
- BanG Dream! 少女樂團派對！5週年紀念動畫 -CiRCLE THANKS PARTY!-（二葉筑紫）
- BanG Dream! Morfonication（二葉筑紫[3]）

2025年
- BanG Dream! Ave Mujica（二葉筑紫）

### 劇場動畫
2021年
- BanG Dream! FILM LIVE 2nd Stage（二葉筑紫）

### 游戏
2020年
- BanG Dream! 少女樂團派對（二叶筑紫）